# Кабанова Ірина Іванівна
Ірина Іванівна Кабанова (нар.. 1964) — радянська і білоруська актриса театру і кіно, завідувачка кафедри сценічної мови і вокалу Білоруської державної академії мистецтв, педагог зі сценічної мови і техніки мовлення. Доцент за спеціальністю «Мистецтво».

## Біографія
Ірина Кабанова народилася 14 лютого 1964 року в Борисові Білоруської РСР. Закінчила середню школу № 12 міста Борисова. Брала участь у театральних постановках Борисівського аматорського театру «Відарыс».
У 1984 році вступила до театрального факультету Білоруського державного театрально-художнього інституту (БДАІ), у 1988 році закінчила його за спеціальністю «актор театру ляльок».
З 1988 по 1993 роки працювала актрисою в Могилівському обласному театрі драми та комедії імені В. І. Дуніна-Марцинкевича (м. Бобруйськ). З 2001 по 2002 роки обіймала посаду заступника декана театрального факультету БДАІ. З 2002 по 2007 роки працювала в дитячих телепередачах Білтелерадіокомпанії.
З 2002 р. і по теперішній час є завідувачем кафедри сценічної мови і вокалу БДАІ.
Є автором численних наукових праць у галузі сценічної мови і техніки мовлення. Бере активну участь в різних міжнародних конференціях і симпозіумах з проблем сценічної мови, проводить міжнародні авторські майстер-класи з техніки мови в Польщі, Росії, Швеції, Бельгії та Білорусі.
Діюча актриса театру і кіно.

## Творча діяльність

### Театр
- «Дивакуватий Журден» (М. Булгаков) — (Борисовський аматорський театр «Відарыс»)
- «Сині коні на червоній траві» (М. Шатров) — (Борисовський аматорський театр «Відарыс»)
- «Одвічна пісня» (Я. Купала) — (Борисовський аматорський театр «Відарыс»)
- 1988 — «Катастрофа» (А. Петрашкевич) — Ганна (Могильовський обласний театр драми та комедії імені В. І. Дуніна-Марцинкевича)
- 1989 — «Золоте Курча» (В. Улановський) — Курча (Могильовський обласний театр драми та комедії імені В. І. Дуніна-Марцинкевича)
- 1989 — «Прийми» (Я. Купала) — Катеринка (Могильовський обласний театр драми та комедії імені В. І. уніна-Марцинкевича)
- 1989 — «Крихітка» (Ж. Летраз) (Могильовський обласний театр драми та комедії імені В. І. Дуніна-Марцинкевича)
- 1991 — «Котик-Мотик» (З. Поправский) — Котик (Могильовський обласний театр драми та комедії імені В. І. Дуніна-Марцинкевича)
- 1991 — «Янка і Роза» (У. Ягоудик) — Роза (Могильовський обласний театр драми та комедії імені В. І. Дуніна-Марцинкевича)
- 1991 — «Сімейний Уїк-Енд» (Ж. Пуаре) — (Могильовський обласний театр драми та комедії імені В. І. Дуніна-Марцинкевича)
- 1991 — «Нікітін Лапоть» (М. Чарот) — (Могильовський обласний театр драми та комедії імені В. І. Дуніна-Марцинкевича)
- 1992 — «Одруження Бальзамінова» (О. Островський) — (Могильовський обласний театр драми та комедії імені В. І. Дуніна-Марцинкевича)
- 1992 — «Чарівна Квітка» (Ю. Кузьміна) — (Могильовський обласний театр драми та комедії імені В. І. Дуніна-Марцинкевича)
- 1992 — «Біда від Ніжного Серця» (В. Соллогуб) — Настуся (Могильовський обласний театр драми та комедії імені В. І. Дуніна-Марцинкевича)
- 1993 — «Білосніжка і Сім Гномів» (А. Устенов) — Білосніжка (Могильовський обласний театр драми та комедії імені В. І. Дуніна-Марцинкевича)
- 2003 — «Ніч Гельвера» (І. Вількіст) — Карла (реж. А. Гарцуєв, «АРТ-ПРОект»)
- 2007 — «Три версії життя» (Я. Реза) — Соня (реж. А. Гарцуєв, «АРТ-ПРОект»)
- 2008 — «Королева краси» (М. Макдонах) — Мег (реж. Т. Ачаповська, Республіканський театр білоруської драматургії)

### Кіно
- 1984 — «Блондинка за рогом» — епізодична роль («Ленфільм»)
- 1988 — «Поразка після перемоги» — Рита («Свердловська кіностудія»)
- 2009 — «Ваша Честь-2 / Суд»: Маршрутка (12-а серія) — Атаманова Валентина Сергіївна (свідок з боку захисту) («Рекун-Синема», «Білорусьфільм»)
- 2009 — «Загарбники» — Інна Сергіївна Жудіна (головний бухгалтер вагоноремонтного заводу) (Телекомпанія «Твінді»)
- 2010 — «Псевдонім „Албанець“-3» — Остапчук (капітан міліції) (Продюсерський центр «Фабула» за замовленням НТВ)
- 2010 — «Журов. Повернення»: 122 сантиметри (фільм 7) — Курнакова (Студія «Парус» на замовлення «Централ Партнершип»)
- 2010 — «Каменська-6»: Пружина для мишоловки (фільм 6) — Жанна (дружина Артунова) (Кінокомпанія «Рекун-сінема»)
- 2011 — «Один єдиний і назавжди» — Тетяна (Кінокомпанія «Тесей»)
- 2011 — «Розплата за кохання» — директор дитячого будинку («Мармот-фільм»)
- 2012 — «Полювання на Гауляйтера» — («Білорусьфільм», «Star Media»)
- 2012 — «Хліб для Сталіна. Історії розкуркулених» — Марія (дружина розкуркуленого Івана) («Телекомпанія НТВ»)
- 2012 — «Золоті ножиці» — епізодична роль («Медіапрофспілка»)
- 2013 — «Чужа молодиця» — суддя («Медіапрофспілка»)
- 2014 — «Інша сім'я» — епізодична роль («Медіапрофспілка», «Тесей Продакшн»)
- 2014 — «Сторож» — мати (Віктор Красовський)
- 2014 — «Недоторка» — Валентина Андріївна (лікар) («Медіапрофспілка»)
- 2014 — «Плюс Любов» — комірниця («Студія Паламеда»)
- 2014 — «Бабине літо» — (Тетяна Дубавицька)
- 2015 — «Ненавиджу і люблю» — Надія Іванівна (головлікар пологового будинку) («Студія Паламеда»)
- 2015 — «Сніг розтане у вересні» — Валентина Миколаївна (мати Івана) («Медіапрофспілка»)
- 2015 — «Дочку за батька» — Зоя (тітка Віри) («Паламеда Продакшн», Продюсерський центр «Фабула»)
- 2015 — «Пробачити за все» — мати Ганни («Паламеда Продакшн», Продюсерський центр «Фабула»)
- 2015 — «Кактус» — (Білоруська державна академія мистецтв)
- 2015 — «Однієї крові» — мама (Мітрій Семенов-Алейников)
- 2015 — «Непідкупний» — працівник поштового відділення (Кінокомпанія «Свелл Фільм»)

### Інші проєкти
- 2002 — Телевізійна передача «Дитячий час» (Білтелерадіокомпанія) — Мишка Міккі
- 2006 — Телевізійна передача «Не позіхай!» (Білтелерадіокомпанія) — Троль Филимоша, Тітонька Сова
- 2007 — Виставка портретної фотографії «PROемоції» [Архівовано 28 жовтня 2019 у Wayback Machine.]
- 2010 — Відеокліп на пісню «Офіцерська дружба» (ВІА Спецназ) — «Мама»
- 2015 — Реаліті-шоу «Хочу до телевізора!» — член журі / педагог зі сценічної мови (Білтелерадіокомпанія)

## Наукова діяльність

### Викладання
- 1993-1997 — Керівник лялькового гуртка (Мінський державний палац дітей та молоді)
- 1997-2001 — викладачка сценічної мови і техніки мовлення (СШ № 136 з театральним ухилом м. Мінська)
- 2001 — дотепер — викладачка сценічної мови і техніки мовлення (Білоруська державна академія мистецтв)
- 2007 — дотепер — консультантка з техніки мовлення телеканалу «ОНТ» і телерадіокомпанії «Мир» в Білорусі.

### Публікації
2008 — Авторські навчальні програми з техніки мови для спеціалізацій:
- «Акторське мистецтво драматичного театру і кіно» (для заочної форми навчання)
- «Акторське мистецтво театру ляльок» (для денної форми навчання)
- «Акторське мистецтво музичного театру» (для заочної форми навчання)
- «Режисура драми» (для заочної форми навчання)
- «Режисура телебачення» (для денної форми навчання)
- «Режисура телебачення» (для заочної форми навчання)
- «Режисура художнього фільму» (для денної форми навчання)

### Конференції та майстер-класи
- 2008 — Проведення лекції та майстер-класу з сценічної мови на республіканському семінарі-практикумі з хорового співу, заснованому на базі Білоруської державної академії музики (м. Мінськ)
- 2008 — Виступ з доповіддю «Проблеми культури мови на сучасному етапі» на міжнародній науково-теоретичній конференції «Актуальні проблеми мистецтва і сучасної школи Білорусі в умовах глобалізації культури», проведеної на базі Білоруської державної академії мистецтв (м. Мінськ)
- 2009 — Виступ з доповіддю «Проблеми сценічної мови. Абітурієнти» на Республіканській науково-творчої конференції «III-е Нефедовські читання», проведеної на базі Білоруської державної академії мистецтв (м. Мінськ)
- 2009 — Проведення майстер-класу зі сценічної мови в м. Нюмор (Бельгія)

## Громадська діяльність
- Член Ради БДАІ, Навчально-методичної Ради БДАІ, Ради Театрального Факультету БДАІ
- Член громадського об'єднання «Білоруського союзу театральних діячів»
- Член Білоруського республіканського громадського об'єднання «Біла Русь»
- Член організації «Російська громадська академія голоси»[недоступне посилання з червня 2019]
- Член міжнародного громадського об'єднання «Театро»

## Визнання і нагороди
- 2003 — Диплом 1-го Міжнародного театрального фестивалю «Відкритий формат» (м. Мінськ)
- 2009 — Присвоєно вчене звання доцента за фахом «Мистецтво»

## Публікації у пресі
- 2010 — Інтерв'ю журналу «Мастацтва» [Архівовано 6 квітня 2019 у Wayback Machine.] (жовтень 2010)
- 2011 — Інтернет-стаття про театр в історії м. [Архівовано 20 листопада 2017 у Wayback Machine.] Борисова [Архівовано 20 листопада 2017 у Wayback Machine.] (Олександр Розенблюм)